# Marian Gobius
Marian Catharine (Marian) Gobius (Haarlem, 2 april 1910 - Voorburg, 11 december 1994) was een Nederlandse beeldhouwster.

## Leven en werk
Marian Gobius was een dochter van toneelschrijver Willem Frederik Gobius en Johanna Adriana van Rossum. Ze volgde kunstopleidingen aan de Rijksakademie van beeldende kunsten in Amsterdam (1933-1934) en aan de École des Beaux-Arts in Parijs. Ze was een leerling van Jan Bronner, Toon Dupuis en Ernst Georg Ruegg. In 1931, 1932 en 1933 ontving zij de Koninklijke Subsidie voor de Schilderkunst. Zij is werkzaam geweest in Frankrijk, Engeland, de Verenigde Staten en Nederland (Haarlem, Den Haag en Voorburg).
Een belangrijk deel van haar oeuvre omvat monumenten als herinnering aan de Tweede Wereldoorlog. Het beeld van de Stijkelgroep (1953) op de begraafplaats Westduin in Den Haag is daar een voorbeeld van. Een replica van dit monument bevindt zich in de tuin van het Verzetsmuseum in Gouda. Voor de Erebegraafplaats Kalibanteng in de Indonesische stad Semarang maakte zij een vrouwenmonument, dat in 1954 werd onthuld.
Werk van Gobius is opgenomen in de collecties van het Joods Historisch Museum in Amsterdam en het Museum Swaensteyn in Voorburg. Het laatste museum heeft tevens de inventaris van haar (laatste) atelier in bezit.
In het kader van het project "Beeld van een vrouw" van de Stichting Vrouwen in de Beeldende Kunst is Gobius in 1986 geïnterviewd over haar leven en werk. De geluidsband met deze opname bevindt zich in het archief van Aletta, instituut voor vrouwengeschiedenis.

## Werken (selectie)
- Kind met vogeldrinkbak (1940), Papaverhof, Den Haag
- Dynamisch-contemplatief (1948), Park Marlot, Den Haag
- Verzetsmonument (1949), Park Goudestein, Maarssen
- Monument voor de gevallenen, (1949,) Park Hofrust, Rijswijk
- Monument Stijkelgroep (1953), Westduin, Den Haag
- Henri Winkelman (1953), Museum Johannes Postschool, Rijsoord
- Bokspringende kunderen (1966), Dillenburgsingel, Vlaardingen
- Huiselijk geluk (1969), Voorburg
- De pionier (1973), Abdijlaan/Graaf Florislaan, Rijnsburg
- Christiaan Huygens en Baruch Spinoza (1978), Herenstraat, Voorburg
- Marianne prinses van Oranje-Nassau (1983), Herenstraat, Voorburg
- Flora (1985), Beeldenroute Zuiderpark Den Haag, Den Haag
- Generaal Spoor (1994), Stadspark, Roermond

## Fotogalerij

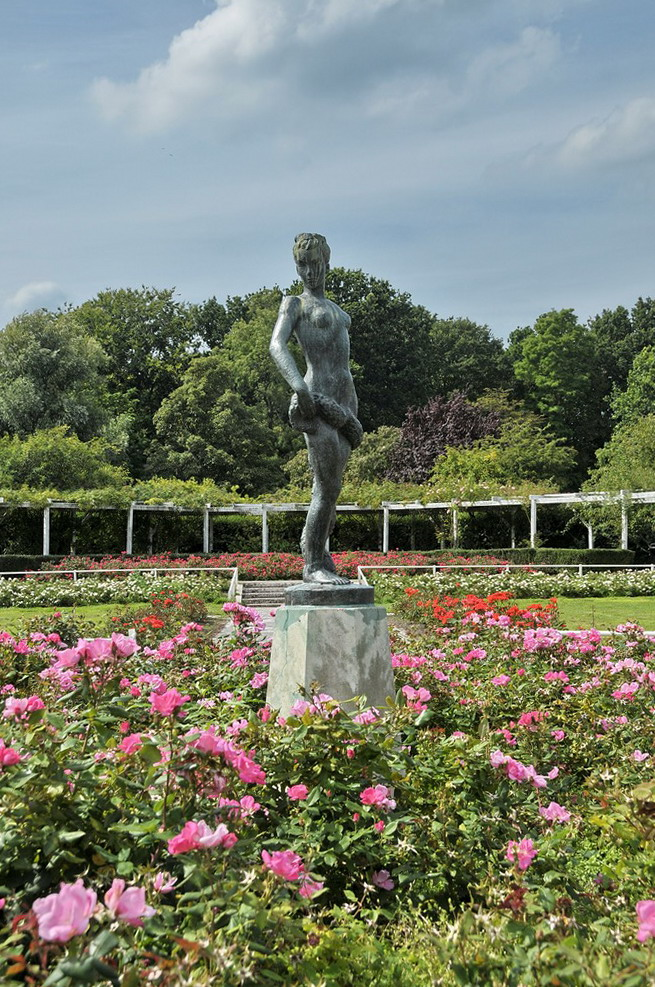
Flora (1945/1985), Beeldenroute Zuiderpark Den Haag, Den Haag
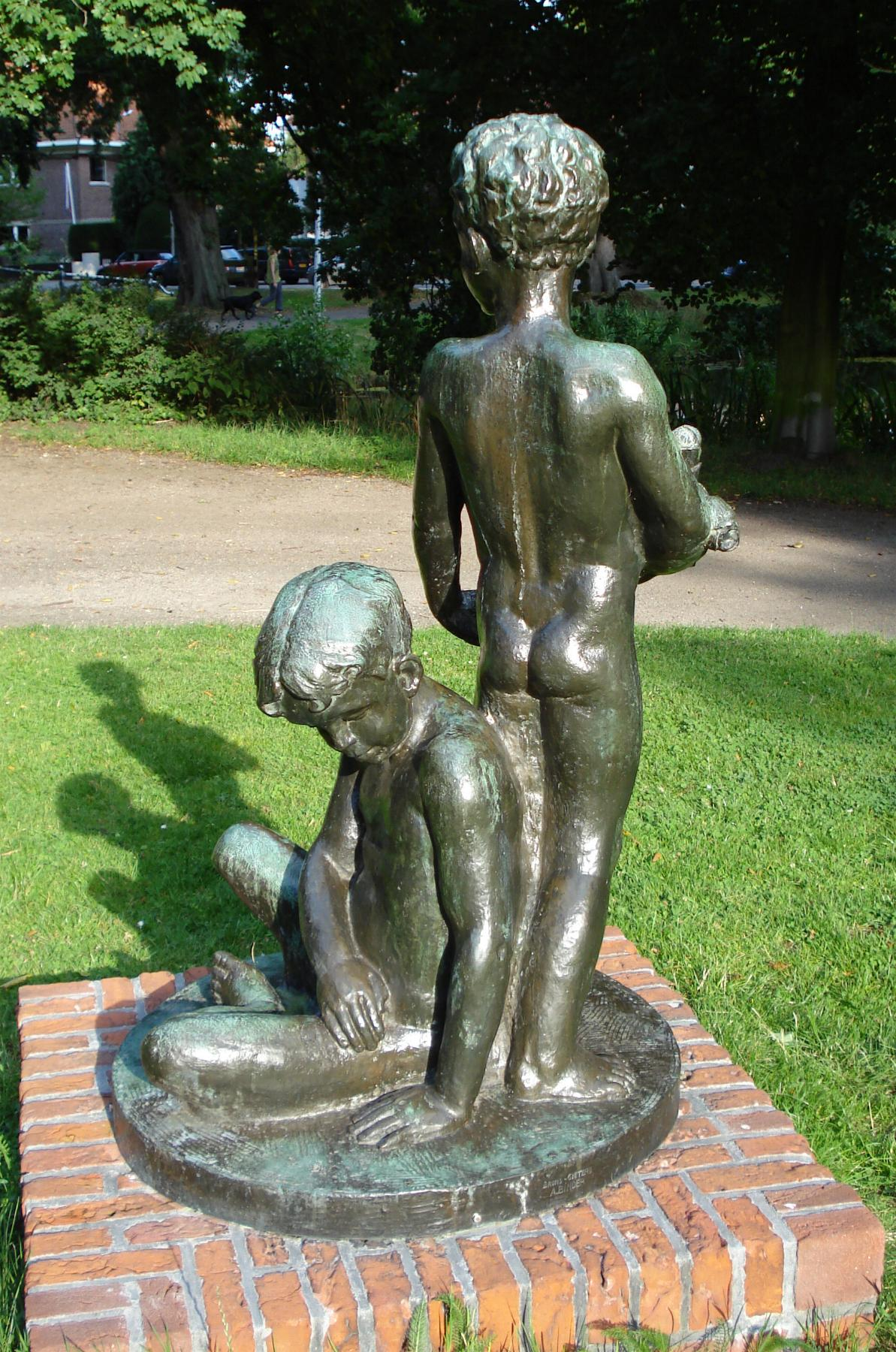
Dynamisch-Contemplatief (1948), Den Haag
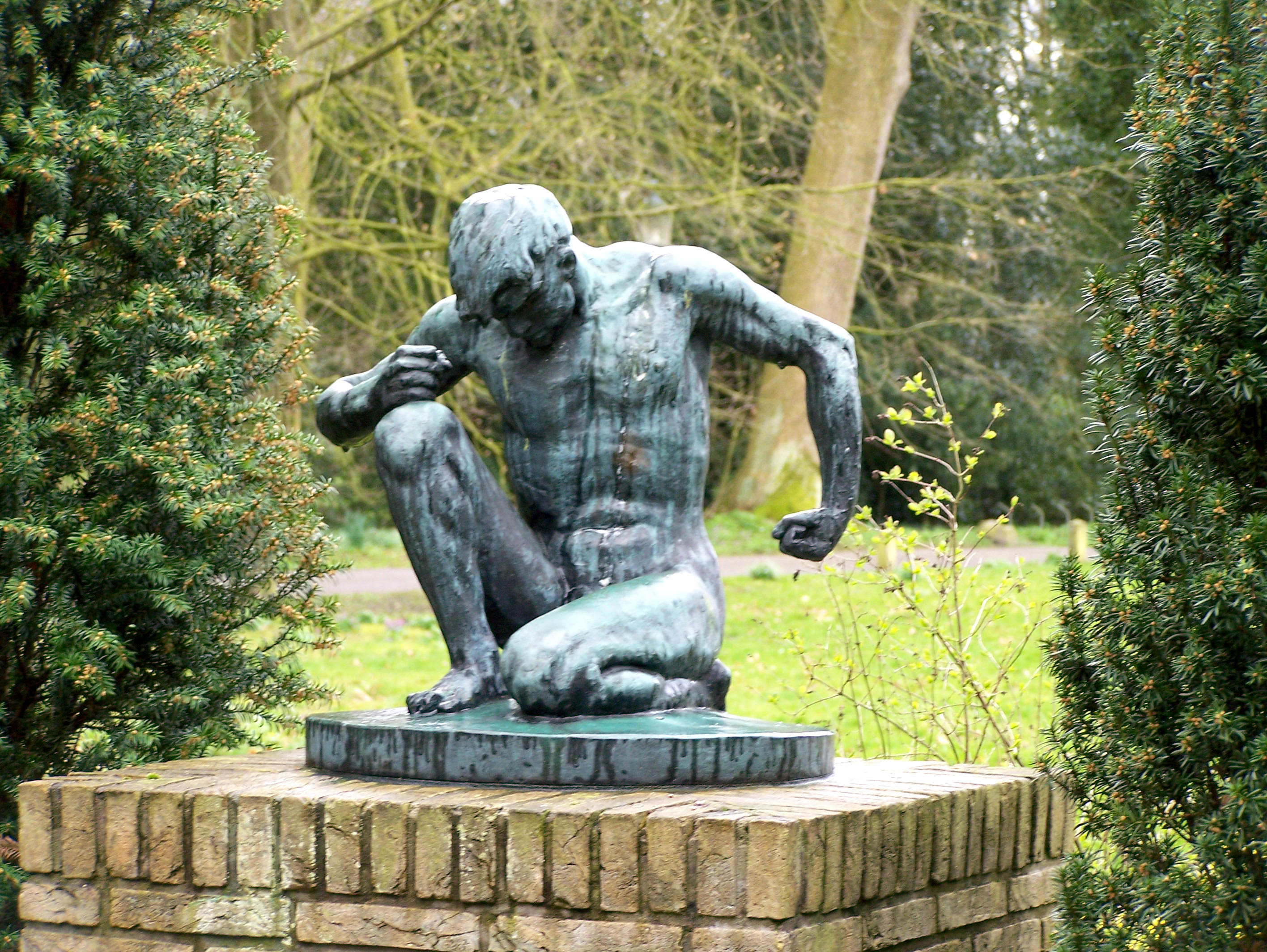
Verzetsmonument (1949), Maarssen
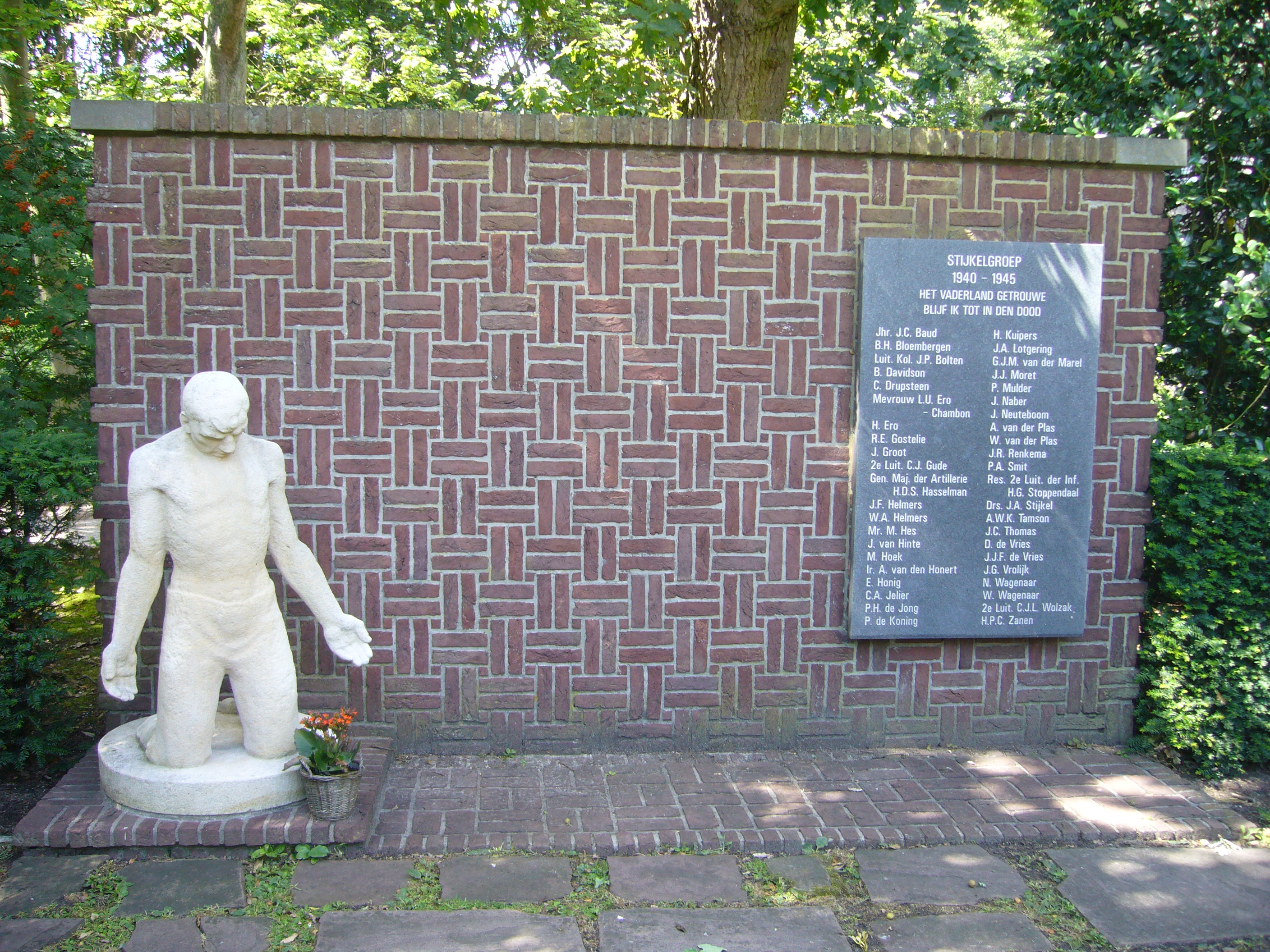
Beeld voor de Stijkelgroep (1953), Westduin, Den Haag
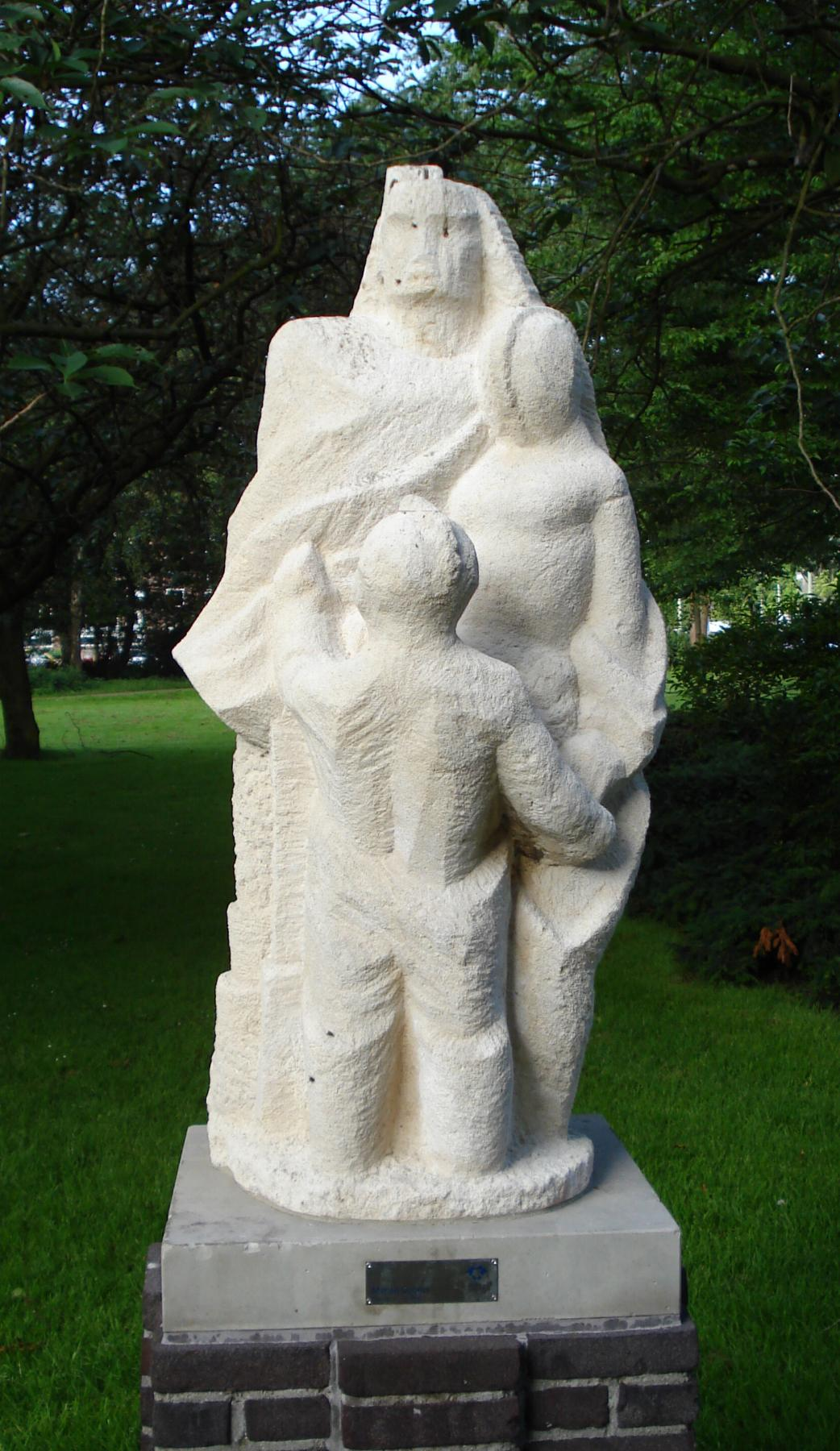
Huiselijk geluk (1969), Voorburg
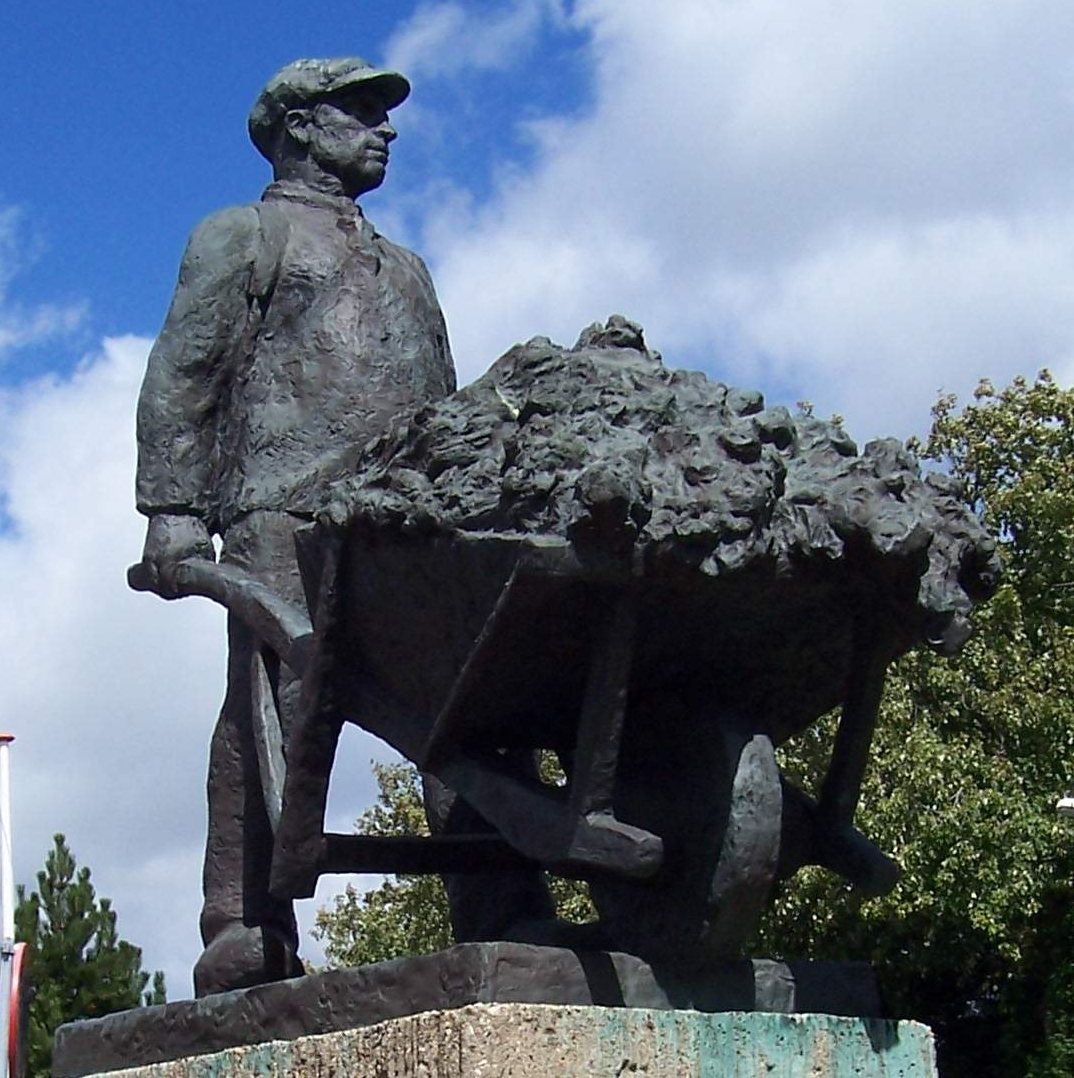
De Pionier (1973), Rijnsburg
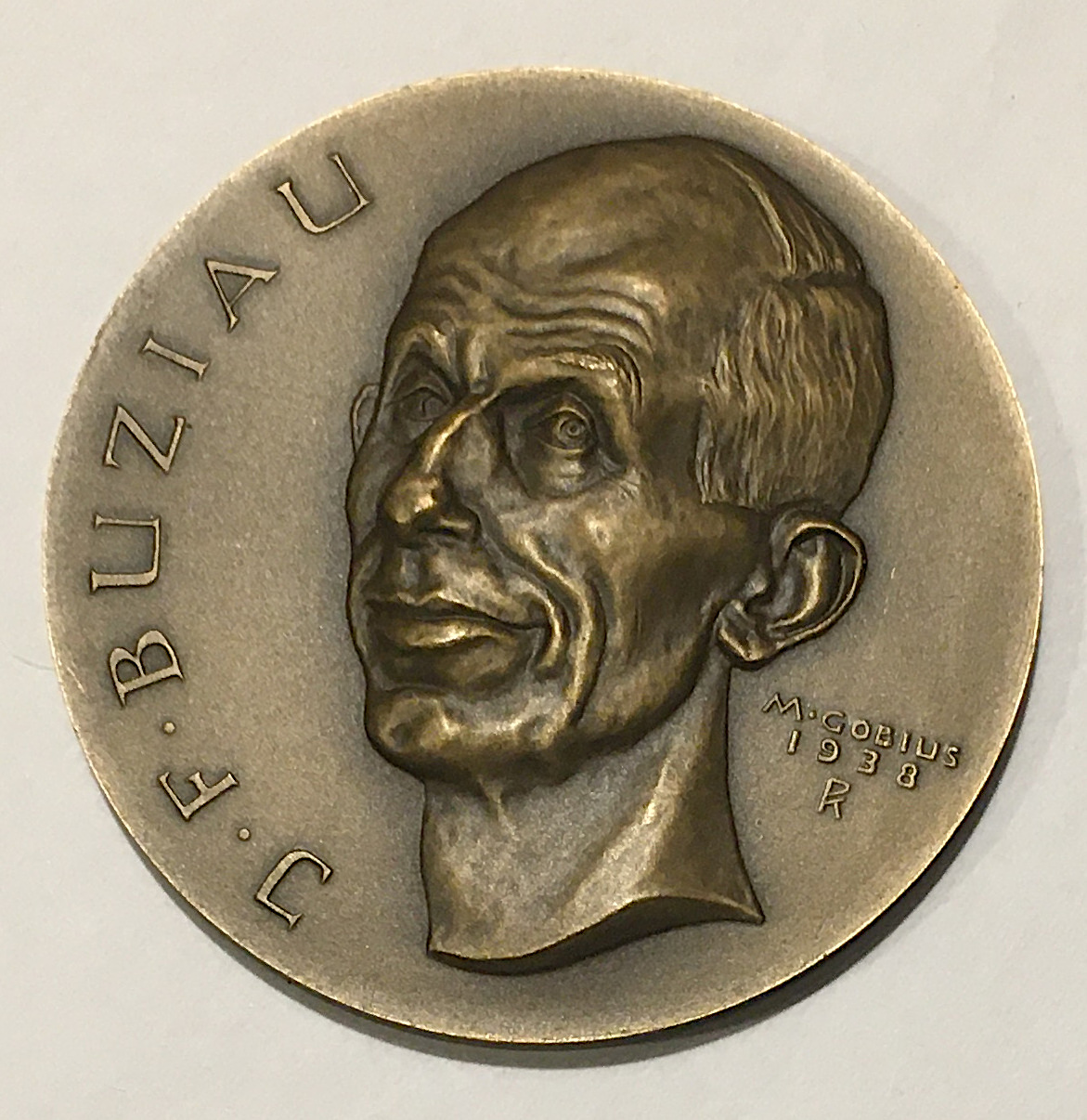
Johan Buziau (1938)